# Geosat
Geosat (Geodetic Satellite) – amerykański wojskowy satelita geofizyczny. Jeden z pierwszych satelitów do pomiaru wysokości powierzchni wód oceanicznych i pola grawitacyjnego Ziemi. Pierwszy prowadzący takie obserwacje w sposób długoterminowy. Dane naukowe zebrane podczas jego misji uważane są za kluczowe w rozwoju oceanografii i geodezji satelitarnej.

## Przebieg misji
Zleceniodawcą i właścicielem satelity była początkowo Office of Naval Research, przy Marynarce Wojennej Stanów Zjednoczonych. Jeszcze w trakcje fazy koncepcyjnej, odpowiedzialność za projekt przejęło Naval Electronics Systems Command, obecnie Space and Naval Warfare Systems Command, tj. SPAWAR.
Odbiorcami danych były: Naval Surface Weapons Center (NSWC), Naval Ocean Research and Development Activity (NORDA), NOAA (odpowiedzialna za dystrybucję odtajnionych danych) i NASA. 
Misja statku podzielona była na dwie części. W pierwszej, nazwanej Geodetic Mission (GM), dane zbierane przez statek były utajnione ze względu na wykorzystanie ich do poprawy celności rakietowych pocisków balistycznych UGM-133A Trident II D-5, używanych na okrętach podwodnych typu Ohio. Trwała od 30 marca 1985 do 30 września 1986. Statek okrążał wtedy Ziemię w tempie 330 razy na 23,07 doby. 8 listopada 1986 satelita rozpoczął realizację drugiej misji naukowej Exact Repeat Mission, misja dokładnego powtórzenia, powtarzającej pomiary zebrane przez satelitę SeaSat. Podczas misji ERM, statek okrążał Ziemię w tempie 244 razy na 17,05 doby. Dane ERM były już dostępne dla społeczności naukowej. Misję przerwała w styczniu 1990 awaria obu rejestratorów taśmowych statku i postępująca degradacja mocy sygnału radarowego.
Dane zebrane podczas misji GM były ujawniane w kilku etapach:
- w 1990 odtajniono pomiary dotyczące wód otaczających Antarktydę, między 60. a 72. równoleżnikiem południowym
- w 1992 odtajniono pomiary wód oceanicznych położonych na południe od 30. równoleżnika południowego
- w lipcu 1995 ujawniono dane zebrane z pozostałych obszarów

Odtajnione dane z satelity Geosat, wraz z danymi europejskiego satelity ERS-1, pozwoliły na opracowanie w 1996 pierwszej satelitarnej mapy światowego wszechoceanu i potwierdzenie, że tafla wód oceanicznych nie jest równa, a odchylenia od średniej wysokości mogą sięgać 200 metrów. Szacuje się, że zebranie takich danych przez statki oceanograficzne zajęłoby około 125 lat. 
Statek pozostaje na orbicie okołoziemskiej. Koszt misji szacowany jest na 85 mln. USD (1985).

## Budowa i działanie
Budowa statku była podobna budowy satelity GEOS-3. Charakterystyczny wygląd satelicie nadawał 610 cm wysięgnik nożycowy z obciążeniem 45 kg na końcu. Służył on do stabilizowania gradientem grawitacji.
Położenie statku było kontrolowane przez trzy cyfrowe czujniki położenia Słońca i magnetometr trójosiowy. Układ wykonawczy składał się z 6 silniczków gazowych napędzanych freonem. Sześć zbiorników magazynowało 38 kg gazu pod ciśnieniem 1,9 MPa, zmniejszanym na wylocie przez zawory redukcyjne do wartości 10,5 kPa. Maksymalna zmiana prędkości wynosiła 23,5 m/s.
Statek stabilizowany był gradientem grawitacji. Zaraz po wystrzeleniu i odłączeniu od rakiety nośnej, statek stabilizowany był obrotowo, z prędkością 90 obr./min. Do zastopowania rotacji użyto odłączanych dwóch zestawów przewodów typu jojo.

### Łączność i telemetria
Komendy do statku były nadsyłane w paśmie VHF. Telemetria przesyłana na Ziemię przez zestaw dwóch rejestratorów taśmowych (każdy o pojemności 450 Mb, po szyfrowaniu), dwóch urządzeń szyfrujących i dwóch nadajników pasma S (2207,5 MHz). Rejestratory taśmowe, typu Odetics, były dwuścieżkowymi urządzeniami do zapisu wysokiej gęstości, z prędkością 10,205 kbps (8,5 kb tego pasma zajmowały dane z radaru, 1,5 kb, dane o funkcjonowaniu statku). Odtwarzanie danych odbywało się z prędkością 833 kbps.
Geosat wyposażony był również w podwójne nadajniki dopplerowskie, systemu Tranet, umożliwiające dokładne śledzenie statku z Ziemi (przez Defense Mapping Agency). Dokładne dane o pozycji satelity, pochodzące z Tranetu, zostały odtajnione w 1993.
Układ nadawczy statku był kompatybilny z wojskowym systemem AN/SMQ-11, pozwalającym odbierać dane, m.in. 29 okrętom wojennym (w tym lotniskowcom, śmigłowcowcom, statkom dowodzenia) i 33 stacjom meteorologicznym i oceanograficznym.

### Ładunek naukowy

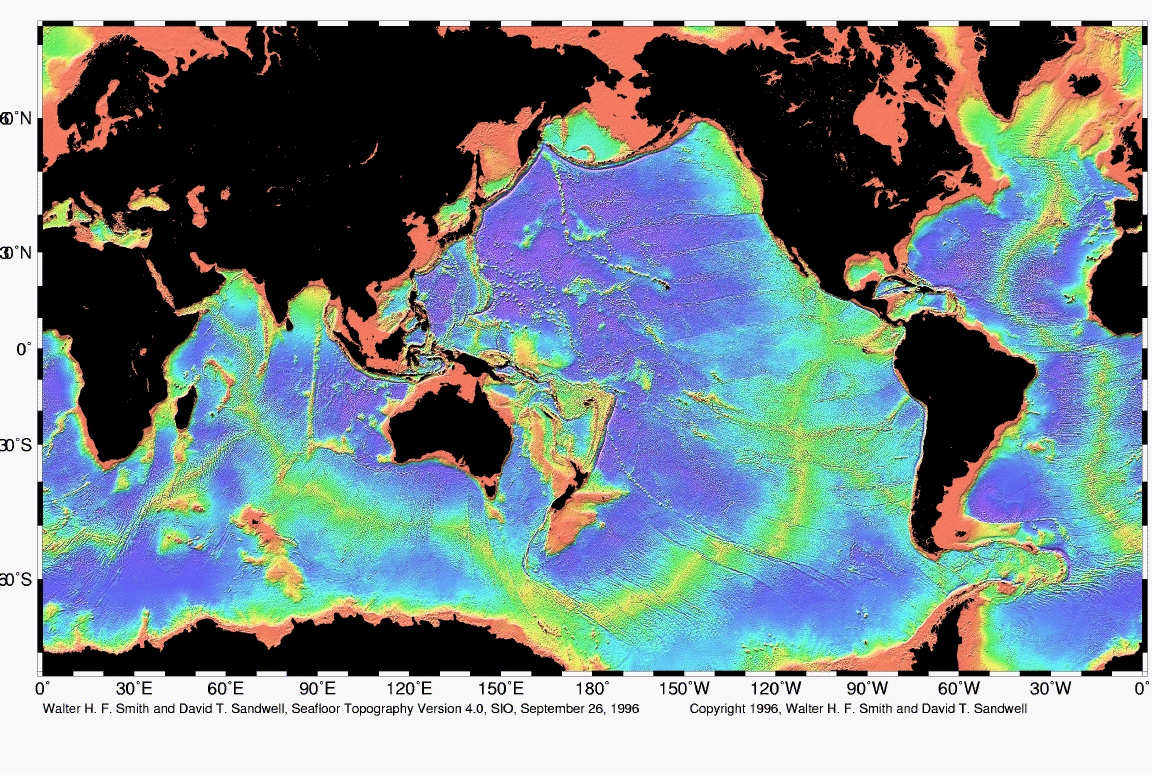
Pierwsza satelitarna mapa topograficzna ziemskich oceanów

Do wykonywania pomiarów wysokości oceanów wykorzystywano wysokościomierz radarowy, o dokładności pomiaru około 3–5 cm (3 cm dokładność osiągnięto dzięki zaawansowanej obróbce danych), pracujący na częstotliwości 13,50 GHz. Pole widzenia instrumentu wynosiło 10x15 km. Przyrząd zaprojektowało i skonstruowało laboratorium fizyki stosowanej przy Johns Hopkins University, które było też głównym wykonawcą statku. Placówka ta była również odpowiedzialna za obsługę statku i zbieranie danych. Wiązka radarowa przez 98% czasu pracy była odchylona o 1° od nadiru. Radar zużywał ok. 125 W energii elektrycznej, w tym 70 W zużywał nadajnik radaru, przy średniej mocy radiowej 20 W wypromieniowanej 1 m anteną paraboliczną.